# Bianzone
Bianzone – miejscowość i gmina we Włoszech, w regionie Lombardia, w prowincji Sondrio.
Według danych na rok 2004 gminę zamieszkiwało 1220 osób, 71,8 os./km².